# جاده عود
جاده عود یکی از مسیرهای کاروان‌های بازرگانی در دنیای باستان است که مهمترین جاده ارتباطی میان قاره‌های آسیا و آفریقا به‌شمار می‌رفته‌است.

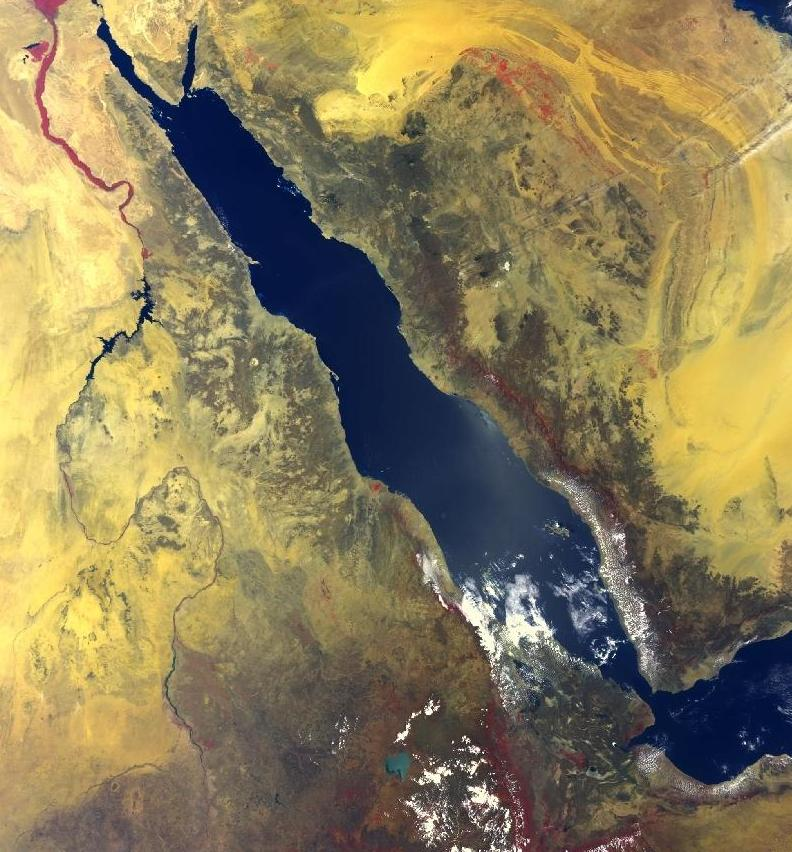
مسیر اصلی جاده عود.

این جاده تنها مسیر بازرگانی شبه‌جزیره عربستان بوده‌است و به دلیل عبور کاروان‌های تجاری که به‌ویژه عود و صمغ کُندُر را از عمان به مصر و اریتره می‌برده‌اند به نام جاده عود شناخته می‌شده‌است.

## مسیرها
این جاده در طول تاریخ دارای مسیرهای متفاوت زمینی و دریایی بوده‌است. مسیر اولیه زمینی آن از عمان شروع می‌شده و با عبور از یمن، حجاز، اردن، فلسطین و بیابان سینا وارد آفریقا می‌شده و کالاهای ارزشمند منطقه جنوب غرب خاور میانه را به آن منطقه‌ها می‌رسانده‌است.
به دلیل اهمیت زیاد راه‌های دریایی برای مصریان این راه به دریا نیز توسعه یافت و از اسکندریه به منطقه مدیترانه گسترش پیدا کرد. همچنین راه دریایی میان یمن و اریتره نیز به مسیر تجارت کندر افزوده شد.
این مسیرها از تقربیا ۲۰۰۰ سال پیش از میلاد تا چند صد سال گذشته رونق داشته‌است